# Роккан, Стейн
Стейн Роккан (норв. Stein Rokkan, 4 июля 1921, Воган, фюльке Нурланн — 22 июля 1979, Берген) — норвежский политолог и социолог. Профессор сравнительной политологии Университета Бергена.

## Биография
Стейн Роккан родился и вырос на севере Норвегии, в окрестностях Нарвика. Получил высшее философское образование. В 1940-е и 1950-е годы сотрудничал в качестве ассистента с Арне Несс. Позднее его в большей степени стало интересовать изучение политики, в особенности исследования политических партий в европейских национальных государствах. Именно тогда наступил период их совместной работы с Сеймуром Мартином Липсетом. «Липсет и Роккан» стали вечными соавторами в глазах студентов, изучающих политическую социологию.
Роккан также известен как пионер по использованию компьютерных технологий в социальных науках. Кроме того, он является известным автором по тематикам, связанным с социальными расколами (в частности, об этом говорит его теория центр-периферийной полярности), сравнительной истории, партийными системами и Каталонского национализма, а также многих других.
Роккан создатель серии абстрактных моделей суверенных государств и национальных формаций в Европе. Он также был президентом Международной ассоциации политической науки с 1970 по 1973 гг., президентом Всемирного Совета по общественным наукам при ЮНЕСКО (International Social Science Council) в 1973—1977 гг., вице-президентом Международной социологической ассоциации с 1966—1970 гг., сооснователем и главой Европейского консорциума политических исследований в 1970—1976 гг. Последняя организация учредила премию имени Стейна Роккана. Кроме того, именем Роккана названы премии вручаемые Международным Советом по социальным наукам при ЮНЕСКО и Университетом Бергена. Роккан участвовал в создании Норвежской службы информации по социальным наукам, Информационной службы международной статистики (IDIS) и информационной службы при Европейском консорциуме политических исследований. Роккан внес большой организационный вклад в развитие современных социальных наук как секретарь Комитета политической социологии при Международной ассоциации политической науки и Международной социологической ассоциации.

### Книги
- Party Systems and Voter Alignments. Co-edited with Seymour Martin Lipset (Free Press, 1967)
- Building States and Nations. Co-edited with Shmuel Eisenstadt (Sage, 1973)
- Economy, Territory, Identity: Politics of West European Peripheries. Co-authored with Derek W. Urwin[норв.] (Sage, 1983)